# Smelowskia parryoides
Smelowskia parryoides là một loài thực vật có hoa trong họ Cải. Loài này được Polun. miêu tả khoa học đầu tiên.